# Cameraria fletcherella
Cameraria fletcherella là một loài bướm đêm thuộc họ Gracillariidae. Loài này có ở Canada (Québec và Ontario) và Hoa Kỳ (Illinois và Maine).
Sải cánh dài 8.5–9 mm.
Ấu trùng ăn Quercus species, bao gồm Quercus alba. Chúng ăn lá nơi chúng làm tổ.Tổ có dạng đốm nằm ở mặt trên của lá.